# 22 november
22 november is de 326ste dag van het jaar (327ste dag in een schrikkeljaar) in de Gregoriaanse kalender. Hierna volgen nog 39 dagen tot het einde van het jaar.

## Gebeurtenissen
- Algemeen
  - 1799 - Een aanhangster van het Oranjehuis wordt te Winterswijk door een soort burger-krijgsraad berecht, ter dood veroordeeld en standrechtelijk geëxecuteerd. Het betreft de 42-jarige Freule van Dorth.
  - 1893 - Bij het Bloedbad van Kražiai komen negen Litouwers om het leven.
  - 1906 - Naast de bestaande radiografische noodkreten als het Engelse "CQD" wordt een nieuwe internationale noodkreet ingevoerd: "S.O.S.".[1][2]
  - 1994 - Bij een uitbarsting van de vulkaan de Merapi in Midden-Java vallen ten minste zeventien doden en 255 gewonden.
- Criminaliteit en veiligheid
  - 1854 - Executie van Johann Heinrich Kemper voor drievoudige moord en tweevoudige poging tot moord in Amsterdam.[1]
  - 1995 - In Nederland wordt het lichaam van Nicole van den Hurk, die sinds 6 oktober 1995 vermist werd, gevonden in de bossen tussen Mierlo en Lierop.
- Media
  - 2011 - Benidorm Bastards wint als eerste Belgische tv-format een Emmy Award voor beste comedy.
  - 2022 - De Nederlandse kinderserie Kabam! wint een International Emmy Award in de categorie Kids: Live-Action.[3]
- Muziek
  - 1963 - Het Beatles-album With the Beatles komt uit.[1]
  - 1968 - Het Beatles-album The Beatles, beter bekend als The White Album, komt uit.
- Oorlog
  - 1914 - Brand van de Lakenhallen in Ieper.
  - 1988 - De Zuid-Afrikaanse regering stemt in met het compromisvoorstel voor de terugtrekking van de naar schatting 50.000 Cubanen uit Angola en het verlenen van onafhankelijkheid aan Namibië.
  - 1990 - Golfoorlog - De Amerikaanse president George Bush brengt op Thanksgiving Day een bezoek aan de Amerikaanse troepen in de Perzische Golf.
  - 2023 - Met bemiddeling van Qatar worden Israël en Hamas het eens over een tijdelijk staakt-het-vuren, zodat er over en weer een deel van de gegijzelden kan worden uitgewisseld. Volgens Hamas en Israëlische media zullen ook vrachtwagens met hulpgoederen worden toegelaten tot Gaza. De Israëlische regering meldt er niets over. Premier Benjamin Netanyahu van Israël laat wel weten dat de oorlog tegen Hamas ondanks het bestand zal doorgaan.[4]
- Recreatie
  - 2012 - Het Nederlands Spoorwegmuseum opent de simulator De Vuurproef.
- Politiek
  - 375 - De 16-jarige Gratianus volgt zijn vader Valentinianus I op als keizer van het West-Romeinse Rijk. Om een opstand in het Romeinse leger te voorkomen, wordt Valentinianus' 4-jarige zoon Valentinianus II tot medekeizer uitgeroepen.
  - 1918 - Koning Albert I van België kondigt in zijn troontrede grote hervormingen aan die het invoeren van gelijkheid als basisprincipe voor de samenleving mogelijk moeten gaan maken.[1][5]
  - 1963 - De Amerikaanse president John F. Kennedy wordt vermoord, John Connally raakt zwaargewond tijdens de aanslag, Lyndon B. Johnson wordt de nieuwe president.[1]
  - 1967 - De Veiligheidsraad van de Verenigde Naties neemt Resolutie 242 aan.
  - 1975 - Koning Juan Carlos wordt staatshoofd van Spanje.[1]
  - 1990 - Margaret Thatcher kondigt aan dat zij niet zal deelnemen aan de tweede stemronde voor het leiderschap van de Britse Conservatieve Partij.
  - 2005 - Angela Merkel wordt officieel door de Bondsdag gekozen als de eerste vrouwelijke bondskanselier van Duitsland.[1]
  - 2006 - Tweede Kamerverkiezingen in Nederland. De SP van Jan Marijnissen haalt forse winst, maar het CDA van Jan Peter Balkenende blijft de grootste partij.
  - 2015 - Zakenman Mauricio Macri wordt gekozen tot president van Argentinië ten koste van Daniel Scioli, de kandidaat van de zittende regeringscoalitie.
  - 2023 - Bij de Tweede Kamerverkiezingen wordt de PVV van Geert Wilders veruit de grootste partij. De partijen die het Kabinet-Rutte IV vormden lijden alle fors verlies.
- Religie
  - 498 - Paus Symmachus volgt Anastasius II op als 51e paus van Rome. Tegelijkertijd wordt Laurentius door de Byzantijnse kerkgemeenschap gekozen tot tegenpaus.
  - 1817 - Oprichting van de Rooms-katholieke Apostolische Prefectuur Nederlands Guyana of Suriname.
  - 1886 - Oprichting van de Rooms-katholieke Missio sui juris Belgisch Congo.
- Sport
  - 1906 - In Bilthoven wordt de Stichtse Cricket en Hockey Club (SCHC) opgericht.
  - 1917 - In Amsterdam wordt de amateurvoetbalclub VV Sloterdijk opgericht.
  - 1928 - Oprichting van de Nederlandse voetbalclub Be Quick '28 uit Zwolle.
  - 1959 - Wim Kras maakt voor FC Volendam zijn debuut in een thuiswedstrijd tegen Ajax. Met 15 jaar en 290 dagen is hij de jongste speler in de Eredivisie ooit.
  - 1975 - Door een doelpunt van Fabio Capello verliest het Nederlands voetbalelftal in Rome met 1-0 van Italië in de kwalificatiereeks voor het EK voetbal 1976.
  - 1981 - Het voetbalduel tussen FC Den Haag en FC Utrecht wordt zes minuten voor rust gestaakt door scheidsrechter Bep Thomas na het afgaan van een vuurwerkbom.
  - 1986 - De twintigjarige Mike Tyson wordt de jongste kampioen zwaargewicht wanneer hij Trevor Berbick verslaat.
  - 2020 - Tennisser Wesley Koolhof wint de ATP Finals bij het herendubbelspel. Hij speelde samen met Nikola Mektić.
- Wetenschap en technologie
  - 1869 - In Dumbarton, Schotland wordt de klipper Cutty Sark te water gelaten. Het was een van de laatste klippers, en het is de enige klipper die nog bestaat.
  - 1955 - De eerste Russische waterstofbom wordt tot ontploffing gebracht.[1]
  - 2012 - Australische onderzoekers ontdekken dat Sandy Island, een eiland dat al jarenlang op diverse landkaarten vermeld staat, helemaal niet bestaat.
  - 2023 - Lancering van een Falcon 9 raket van SpaceX vanaf Kennedy Space Center Lanceercomplex 40 voor de Starlink group 6-29 missie met 23 Starlink satellieten.[6]

## Geboren

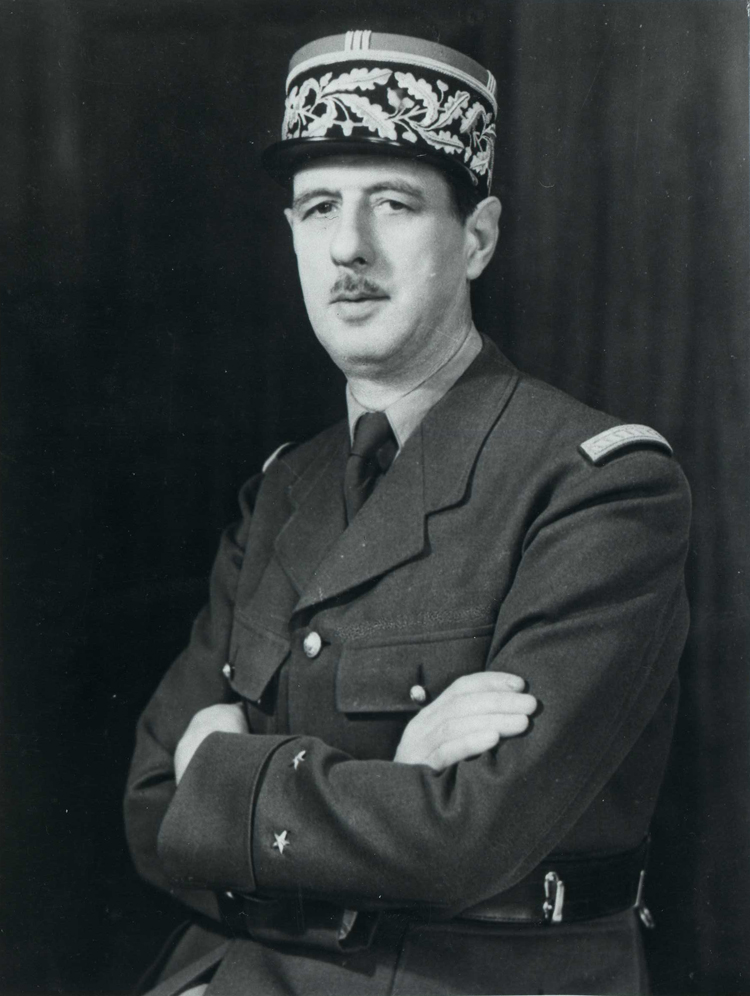
Charles de Gaulle,
geboren in 1890

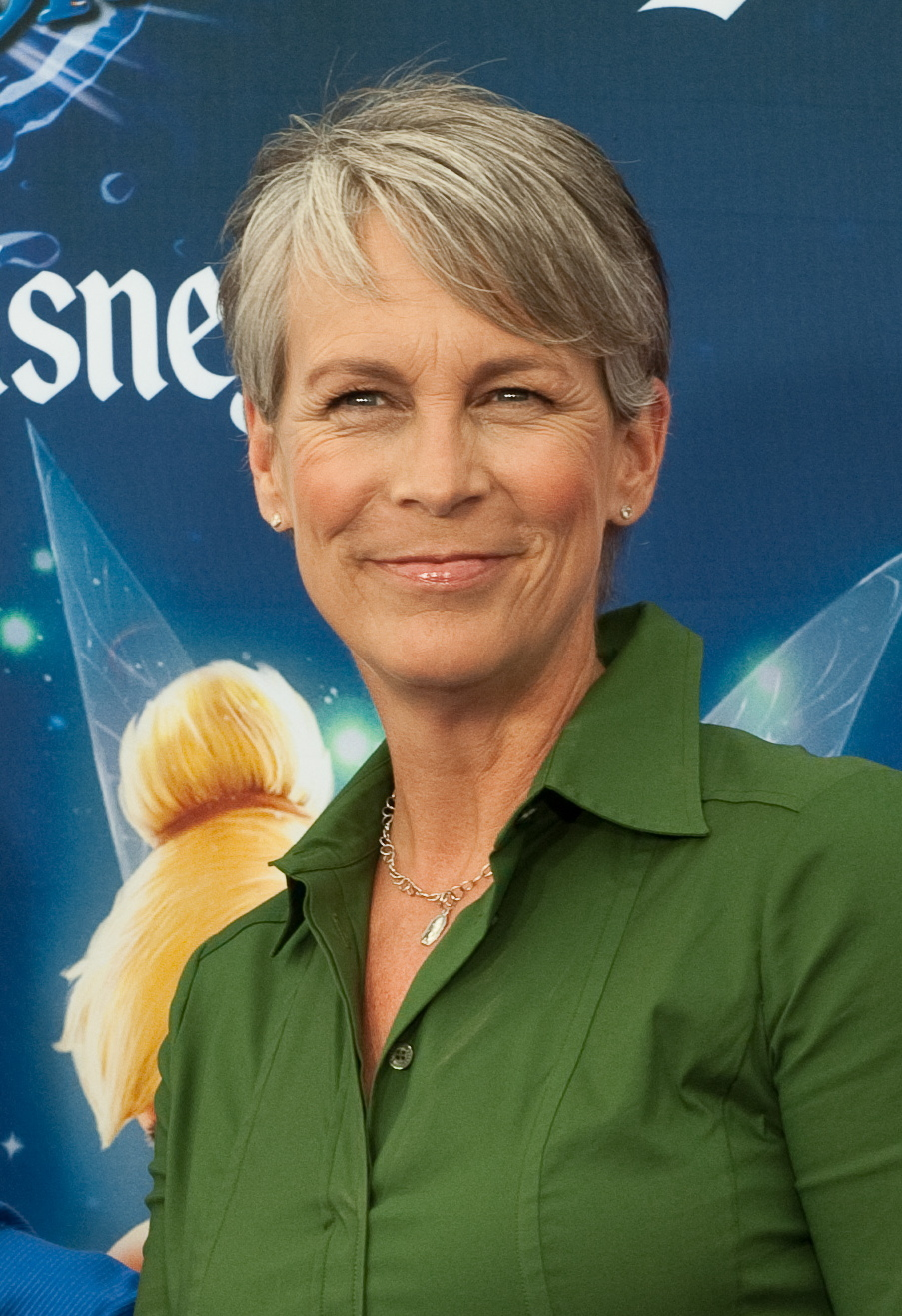
Jamie Lee Curtis,
geboren in 1958

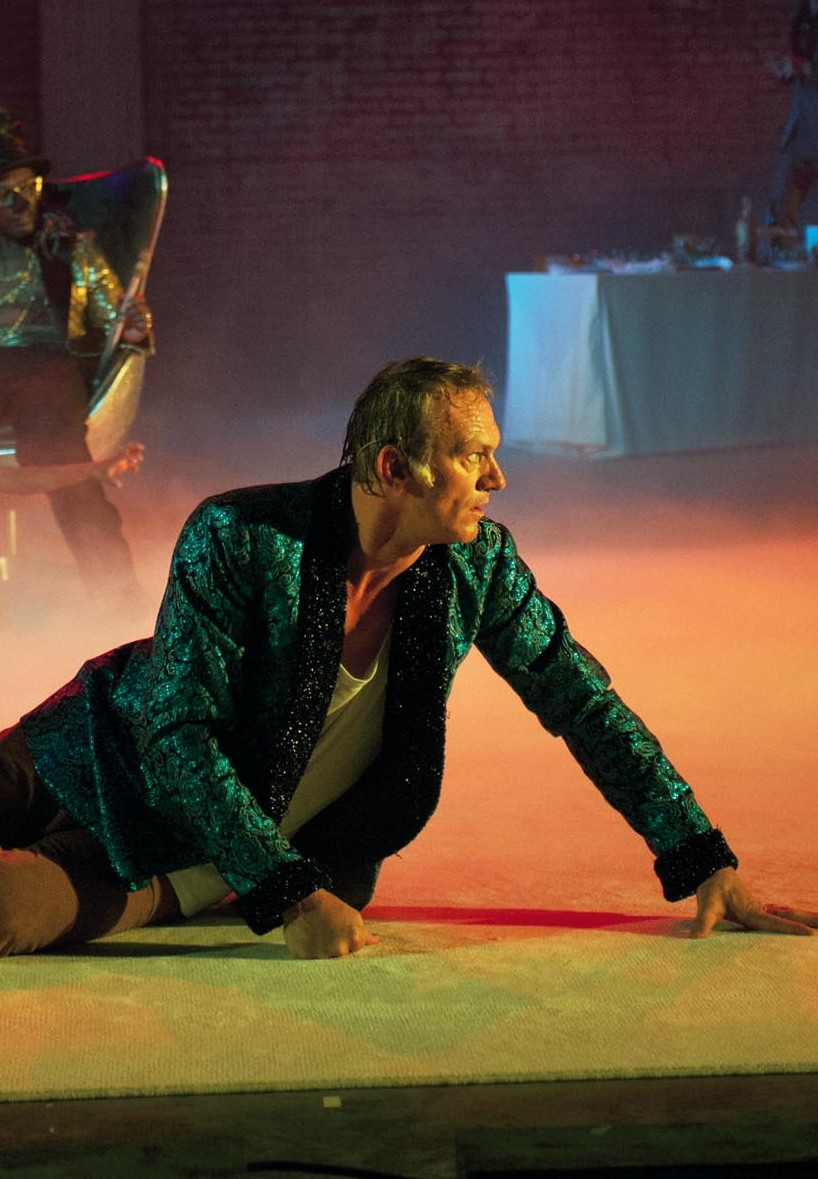
Ingvar Eggert Sigurðsson,
geboren in 1963

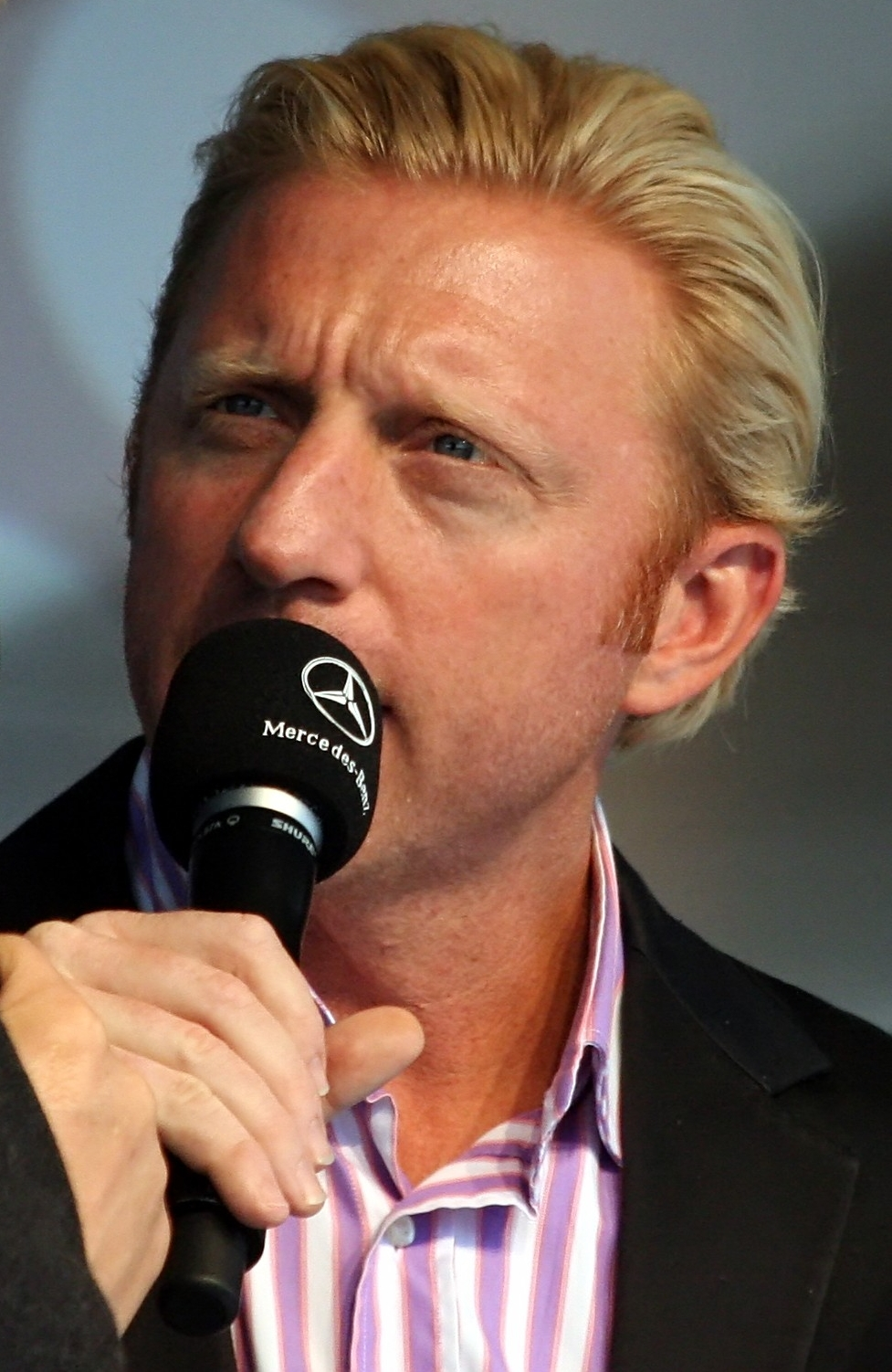
Boris Becker,
geboren in 1967

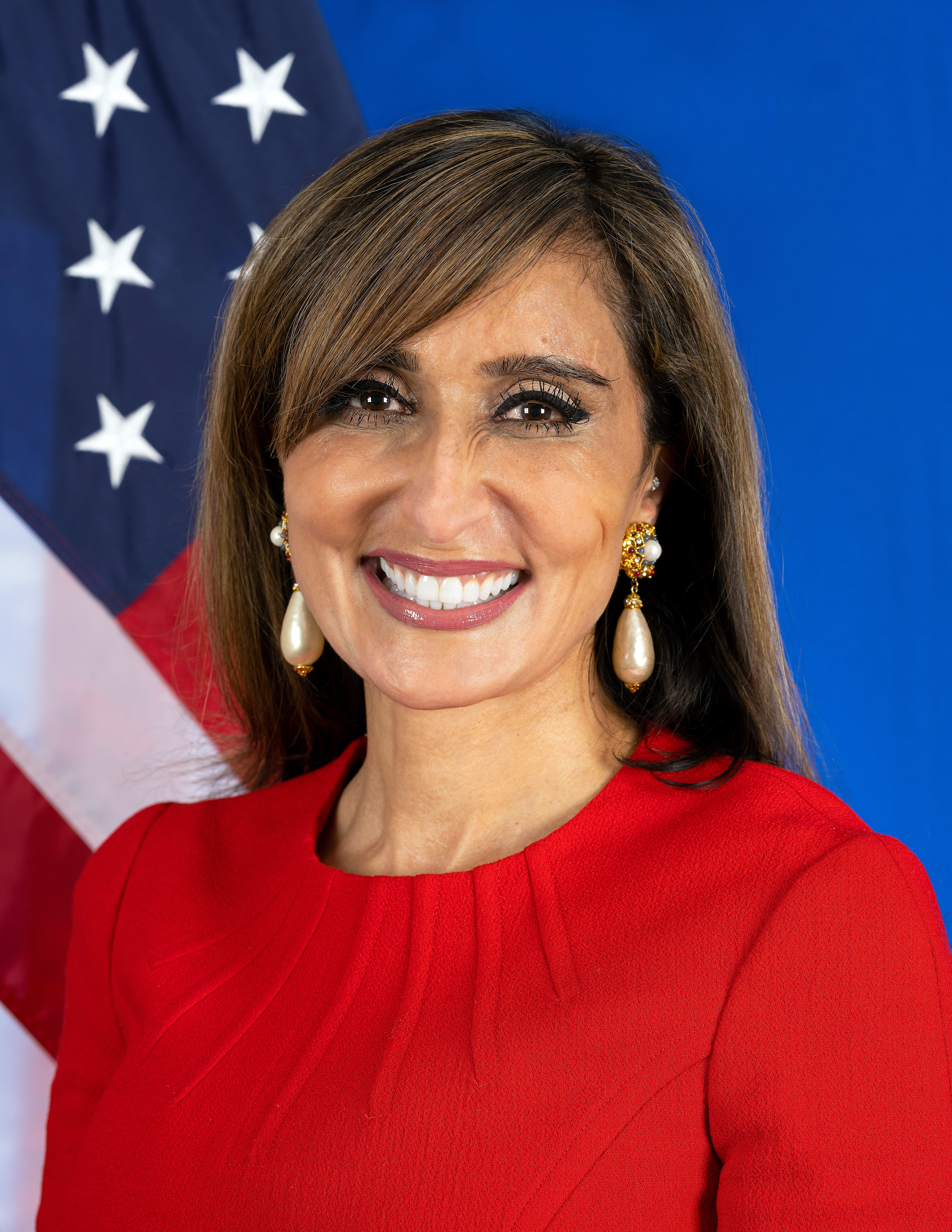
Shefali Razdan Duggal,
geboren in 1971

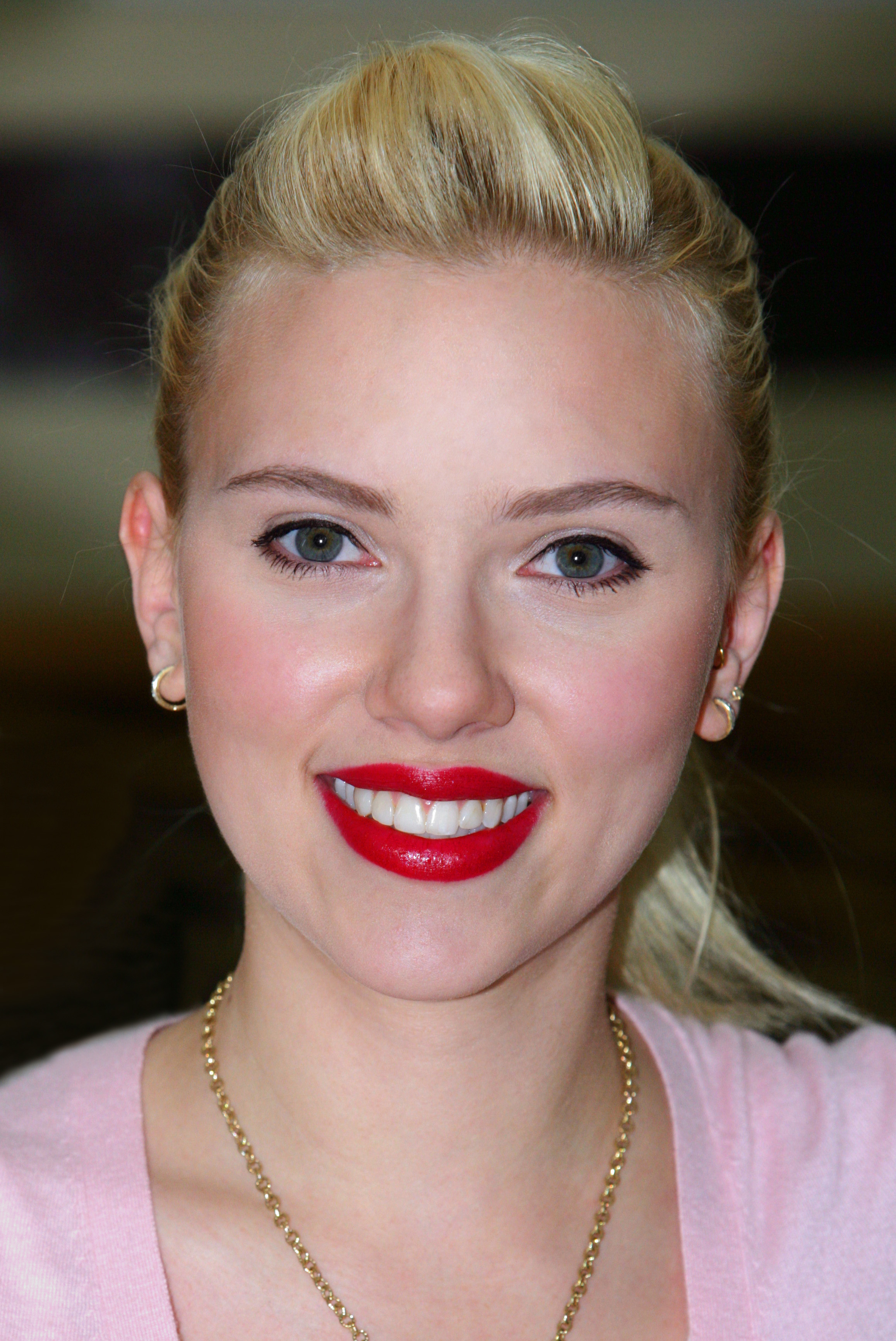
Scarlett Johansson,
geboren in 1984

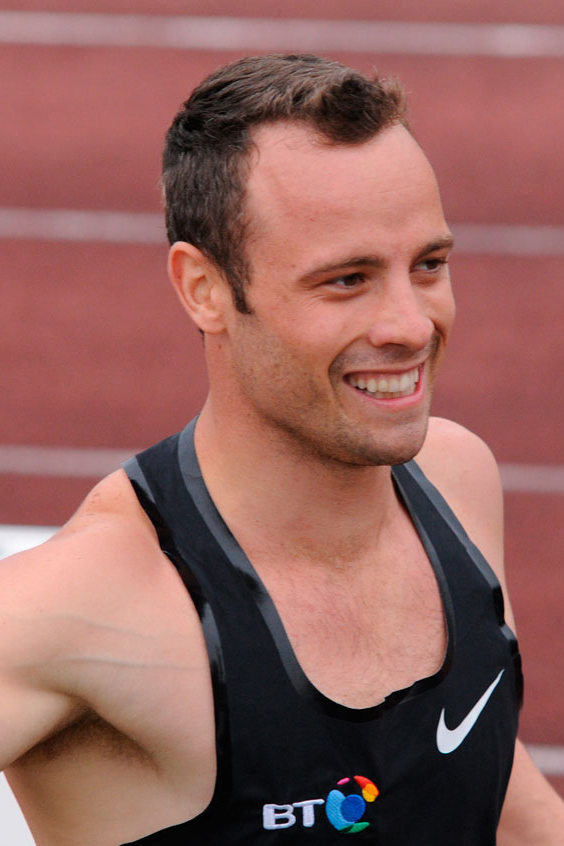
Oscar Pistorius,,
geboren in 1986

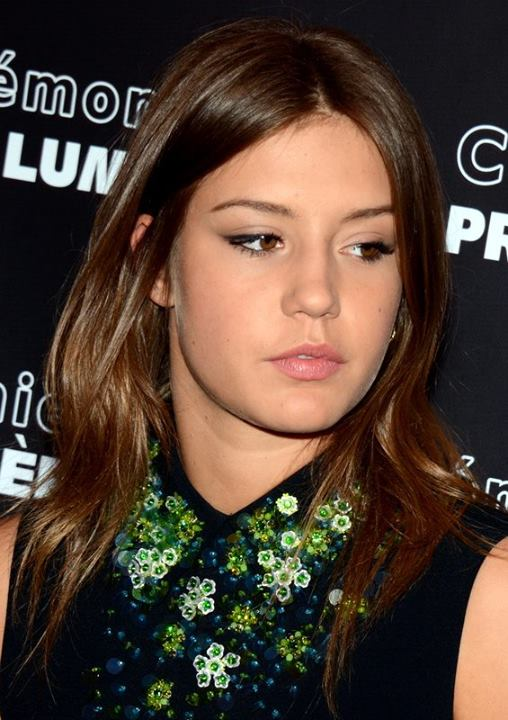
Adèle Exarchopoulos,
geboren in 1993

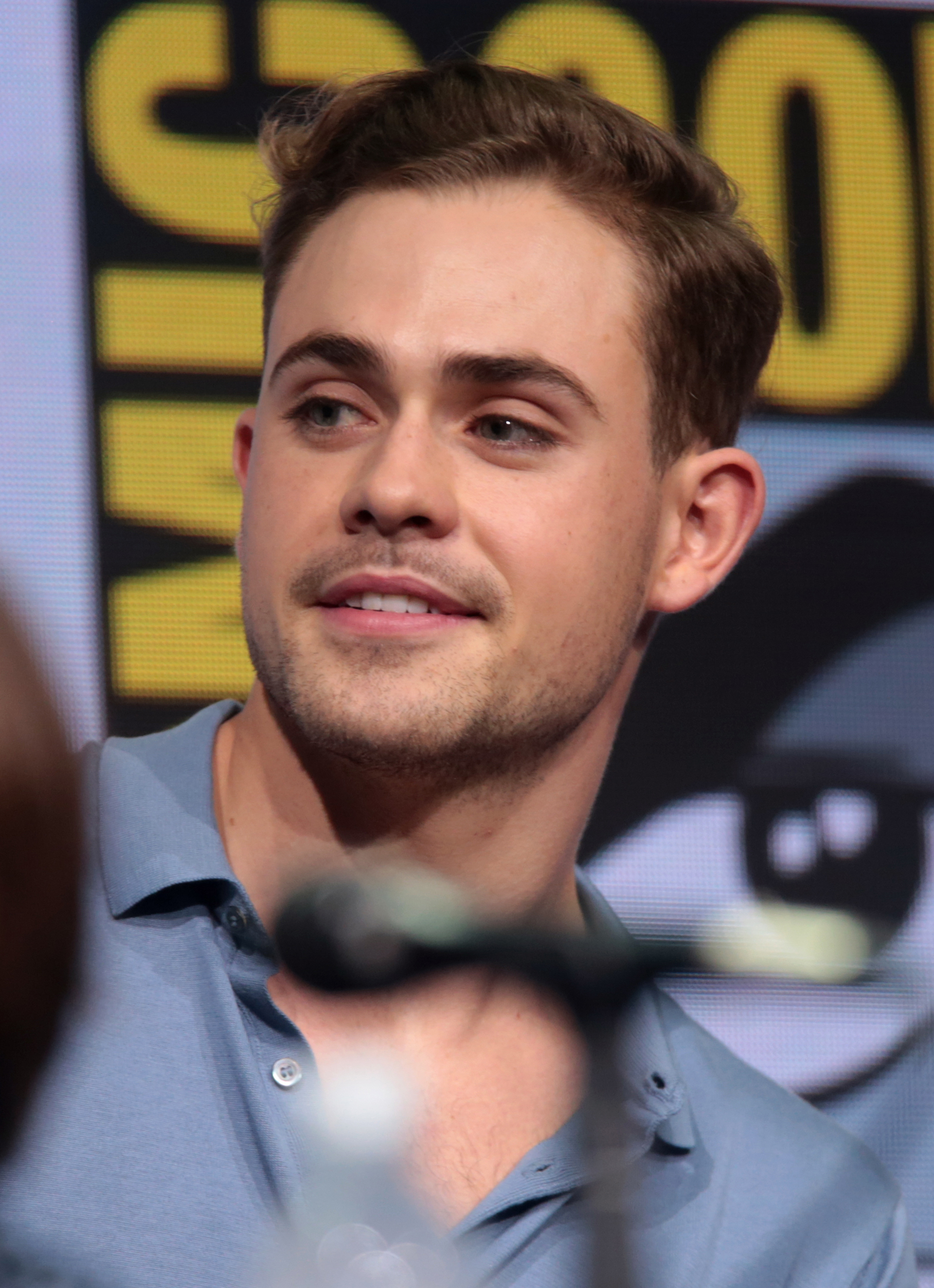
Dacre Montgomery,
geboren in 1994

- 1536 - Jan van Nassau (overleden 1606)
- 1553 - Maria van Nassau, oudste dochter van Willem van Oranje (overleden 1555)
- 1556 - Adriaan Pieterszoon Raap, Nederlands ondernemer (overleden 1647)
- 1579 - Johannes Stalpaert van der Wiele, Nederlandse priester en schrijver (overleden 1630)
- 1709 - Frantisek Benda, Boheems componist en violist (overleden 1786)
- 1710 - Wilhelm Friedemann Bach, Duits componist (overleden 1784)
- 1755 - Elisabeth Maria Post, Nederlands schrijfster (overleden 1812)
- 1787 - Copley Fielding, Engels kunstschilder (overleden 1855)
- 1787 - Rasmus Rask, Deens filoloog (overleden 1832)
- 1819 - Mary Anne Evans (pseudoniem George Eliot), Engels schrijfster (overleden 1880)
- 1848 - Warmolt Tonckens, Nederlands jurist en gouverneur van Suriname (overleden 1922)
- 1861 - Ranavalona III, van 1883 tot 1897 koningin van Madagaskar (overleden 1917)
- 1868 - John Nance Garner, Amerikaans Democratisch politicus; vicepresident 1933-1941 (overleden 1967)
- 1869 - André Gide, Frans schrijver (overleden 1951)
- 1877 - Cecilio Apostol, Filipijns dichter (overleden 1938)
- 1881 - Enver Pasja, nationalistisch Turks leider (overleden 1922)
- 1887 - Johan Gamper, Zwitsers voetballer (overleden 1930)
- 1890 - Charles de Gaulle, Frans president (overleden 1970)
- 1890 - Marcel Perrière, Zwitsers wielrenner (overleden 1966)
- 1894 - Friedrich Hossbach, Duits generaal (overleden 1980)
- 1895 - Johan Herman Bavinck, Nederlands predikant, zendeling en hoogleraar (overleden 1964)
- 1897 - Kurt Feldt, Duits generaal (overleden 1970)
- 1897 - Jacques van Tol, Nederlands tekstschrijver (overleden 1969)
- 1901 - Joaquín Rodrigo, Spaans componist (overleden 1999)
- 1904 - Louis Néel, Frans natuurkundige en Nobelprijswinnaar (overleden 2000)
- 1906 - Jørgen Juve, Noors voetballer (overleden 1983)
- 1906 - Rita Lejeune, Belgisch taalkundige (overleden 2009)
- 1907 - Dora Maar, Frans fotografe, schilderes en dichteres (overleden 1997)
- 1909 - Eduardo Romualdez, Filipijns topman, minister en diplomaat (overleden 2001)
- 1909 - Theodorus Zwartkruis, Nederlands bisschop van Haarlem (overleden 1983)
- 1910 - Cor Galis, Nederlands radiomaker (overleden 1997)
- 1913 - Benjamin Britten, Engels componist en pianist (overleden 1976)
- 1913 - Gardnar Mulloy, Amerikaans tennisser (overleden 2016)
- 1914 - Peter Townsend, Engels piloot (overleden 1995)
- 1915 - Erich Lilienfeld, Duits militair (overleden 1942)
- 1917 - Andrew Huxley, Brits fysioloog en biofysicus (overleden 2012)
- 1918 - Nicolaas Wijnberg, Nederlands kunstenaar, kunstschilder en choreograaf (overleden 2006)
- 1919 - François Braekman, Belgisch atleet (overleden 2007)
- 1919 - Pol Braekman, Belgisch atleet (overleden 1994)
- 1922 - Eugene Stoner, Amerikaans ingenieur en vuurwapenontwerper (overleden 1997)
- 1923 - Arthur Hiller, Canadees regisseur (overleden 2016)
- 1924 - Hans van Nauta Lemke, Nederlands hoogleraar elektrotechniek en rector magnificus (overleden 2021)
- 1924 - Geraldine Page, Amerikaans actrice (overleden 1987)
- 1925 - Gunther Schuller, Amerikaans componist, muziekpedagoog, musicoloog, dirigent, fluitist en hoornist (overleden 2015)
- 1930 - Peter Hall, Engels theater- en filmregisseur (overleden 2017)
- 1930 - Peter Hurford, Brits organist en componist (overleden 2019)
- 1930 - Vic Nurenberg, Luxemburgs voetballer (overleden 2010)
- 1932 - Robert Vaughn, Amerikaans acteur en regisseur (overleden 2016)
- 1934 - Gerard Brands, Nederlands schrijver, dichter en journalist (overleden 2012)
- 1934 - Carlos Germonprez, Belgisch atleet (overleden 2013)
- 1934 - Jackie Pretorius, Zuid-Afrikaans autocoureur (overleden 2009)
- 1935 - Ljoedmila Belooesova, Russisch kunstschaatsster (overleden 2017)
- 1937 - Nikolai Kapoestin, Russisch componist en pianist (overleden 2020)
- 1939 - Allen Garfield, Amerikaans acteur (overleden 2020)
- 1939 - Pierre Kalala Mukendi, voetballer uit Congo-Kinshasa (overleden 2015)
- 1940 - Frank Duval, Duits zanger en componist
- 1940 - Terry Gilliam, Amerikaans regisseur
- 1940 - Davey Graham, Engels gitarist (overleden 2008)
- 1940 - Daniël Nuytinck, Belgisch politicus
- 1940 - Victor Peuskens, Belgisch politicus (overleden 2022)
- 1941 - Cilia van Dijk, Nederlands filmproducente (overleden 2023)
- 1943 - Mario Anni, Italiaans wielrenner
- 1943 - Billie Jean King, Amerikaans tennisster
- 1944 - Priscilla Welch, Brits atlete
- 1946 - Aston Barrett, Jamaicaans basgitarist en rastafari (overleden 2024)
- 1946 - Hans Kombrink, Nederlands politicus
- 1947 - Carel van den Driest, Nederlands bestuurder (overleden 2023)
- 1947 - Harm Kuipers, Nederlands schaatser en medicus
- 1947 - Max Romeo, Jamaicaans reggae-artiest (overleden 2025)
- 1947 - Luke Walter jr., Belgisch zanger (overleden 1996)
- 1948 - Radomir Antić, Joegoslavisch voetballer en voetbaltrainer (overleden 2020)
- 1949 - Klaus-Dieter Neubert, Oost-Duits roeier
- 1950 - Art Sullivan, Belgisch zanger (overleden 2019)
- 1950 - Tina Weymouth, Amerikaans (bas)gitariste (Talking Heads en Tom Tom Club)
- 1950 - Steven Van Zandt, Amerikaans gitarist Bruce Springsteen, acteur en dj
- 1951 - Jean-Claude Van Rode, Belgisch vakbondsleider, rechter en politicus (overleden 2023)
- 1956 - Fernando Gomes, Portugees voetballer (overleden 2022)
- 1956 - Richard Kind, Amerikaans (voice-over)acteur
- 1957 - Dirk van Weelden, Nederlands schrijver
- 1958 - Jamie Lee Curtis, Amerikaans actrice
- 1958 - Ibrahim Ismail, sultan van Johor
- 1958 - Marjolein Meijers, Nederlands zangeres, actrice en theatermaakster
- 1959 - Fabio Parra, Colombiaans wielrenner
- 1959 - Oleg Vasiljev, Russisch kunstschaatser
- 1960 - Albert Cartier, Frans voetballer en voetbaltrainer
- 1961 - Mariel Hemingway, Amerikaans actrice
- 1961 - Edgar Mulder, Nederlands politicus
- 1961 - Myriam Vanlerberghe, Belgisch politica en regentes
- 1962 - Paul Herygers, Belgisch veldrijder en mountainbiker
- 1962 - Armin Krings, Luxemburgs voetballer
- 1963 - Dionísio Castro, Portugees atleet
- 1963 - Domingos Castro, Portugees atleet
- 1963 - Brian Robbins, Amerikaans acteur, producer, regisseur en scenarioschrijver
- 1963 - Ingvar Eggert Sigurðsson, IJslands acteur
- 1964 - Apetor (Tor Eckhoff), Noors internetpersoonlijkheid (overleden 2021)
- 1964 - Robert Slater, Australisch voetballer
- 1965 - Birgit Lennartz, Duits atlete
- 1965 - Mads Mikkelsen, Deens acteur
- 1965 - Kristin Minter, Amerikaans actrice
- 1966 - Michael Kenneth Williams, Amerikaans acteur (overleden 2021)
- 1966 - Satoshi Tomiie, Japans dj/producer
- 1967 - Boris Becker, Duits tennisser
- 1967 - Mark Ruffalo, Amerikaans acteur
- 1967 - Bart Veldkamp, Nederlands schaatser
- 1968 - Sidse Babett Knudsen, Deens actrice
- 1968 - Roald van der Linde, Nederlands politicus
- 1968 - Irina Privalova, Russisch atlete
- 1969 - Katrin Krabbe, Duits atlete
- 1971 - Kysia Hekster, Nederlands journaliste
- 1971 - Stefan Johannesson, Zweeds voetbalscheidsrechter
- 1971 - Shefali Razdan Duggal, Amerikaans diplomate
- 1973 - Daphne Bunskoek, Nederlands televisiepresentatrice
- 1973 - Marjolein Kriek, Nederlands klinisch geneticus
- 1974 - David Pelletier, Canadees kunstschaatser
- 1974 - Mark Steinle, Brits atleet
- 1975 - Deji Aliu, Nigeriaans atleet
- 1976 - Torsten Frings, Duits voetballer
- 1976 - Ville Valo, Fins zanger
- 1978 - Sicco Janmaat, Nederlands schaatser
- 1978 - Sammy Kipruto, Keniaans atleet
- 1978 - Nicolien Kroon, Nederlands meteoroloog
- 1978 - Francis Obikwelu, Nigeriaans/Portugees atleet
- 1979 - Scott Robinson, Brits zanger
- 1980 - Ross Fisher, Engels golfer
- 1980 - Frédéric Makowiecki, Frans autocoureur
- 1980 - Natalja Tobias, Oekraïens atlete
- 1981 - Seweryn Gancarczyk, Pools voetballer
- 1981 - Stefan Mücke, Duits autocoureur
- 1981 - Zoltán Szélesi, Hongaars voetballer
- 1982 - Karen Verresen, Belgisch zangeres
- 1983 - Corey Beaulieu, Amerikaans gitarist
- 1983 - Peter Niemeyer, Duits voetballer
- 1984 - Thomas Berkhout, Nederlands wielrenner
- 1984 - Davide Chiumiento, Zwitsers voetballer
- 1984 - J. Holiday, Amerikaans R&B zanger
- 1984 - Scarlett Johansson, Amerikaans actrice
- 1984 - Macarena Simari Birkner, Argentijns skiester
- 1985 - Rianna Galiart, Nederlands atlete
- 1985 - Lukáš Pešek, Tsjechisch motorcoureur
- 1986 - Saskia de Jonge, Nederlands zwemster
- 1986 - Oscar Pistorius, Zuid-Afrikaans paralympisch atleet
- 1987 - Stef Aerts, Belgisch acteur
- 1987 - Marouane Fellaini, Belgisch voetballer
- 1987 - Benjamin Leuchter, Duits autocoureur
- 1988 - Jessica Vall, Spaans zwemster
- 1990 - Elena Prosteva, Russisch skiester
- 1991 - Philip Eriksson, Zweeds golfer
- 1991 - Marvin van Heek, Nederlands alpineskiër
- 1992 - Geoffrey Kamworor, Keniaans atleet
- 1992 - Adrian Krainer, Oostenrijks snowboarder
- 1993 - Thomas Dreßen, Duits alpineskiër
- 1993 - Adèle Exarchopoulos, Frans actrice
- 1993 - Marc Soler, Spaans wielrenner
- 1994 - Dacre Montgomery, Australisch acteur
- 1994 - Keiji Tanaka, Japans kunstschaatser
- 1995 - Katherine McNamara, Amerikaans actrice
- 1996 - Madison Davenport, Amerikaans actrice en zangeres
- 1996 - Abel Kipsang, Keniaans atleet
- 2000 - Zhang Yifan, Chinees zwemster
- 2001 - Maxine Janssens, Belgisch actrice
- 2002 - Justine Kielland, Noors voetbalster
- 2003 - Emily Cedeño, Panamees voetballer
- 2006 - Stan Solie, Belgisch basketballer

## Overleden

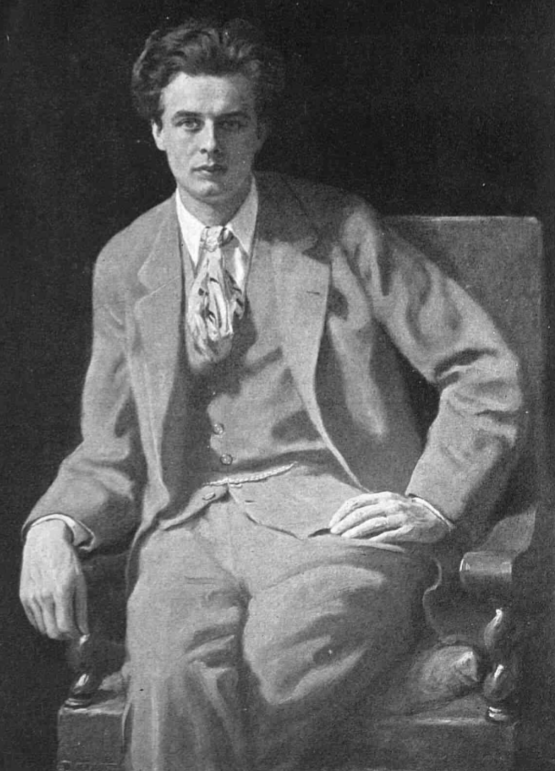
Aldous Huxley,
overleden in 1963

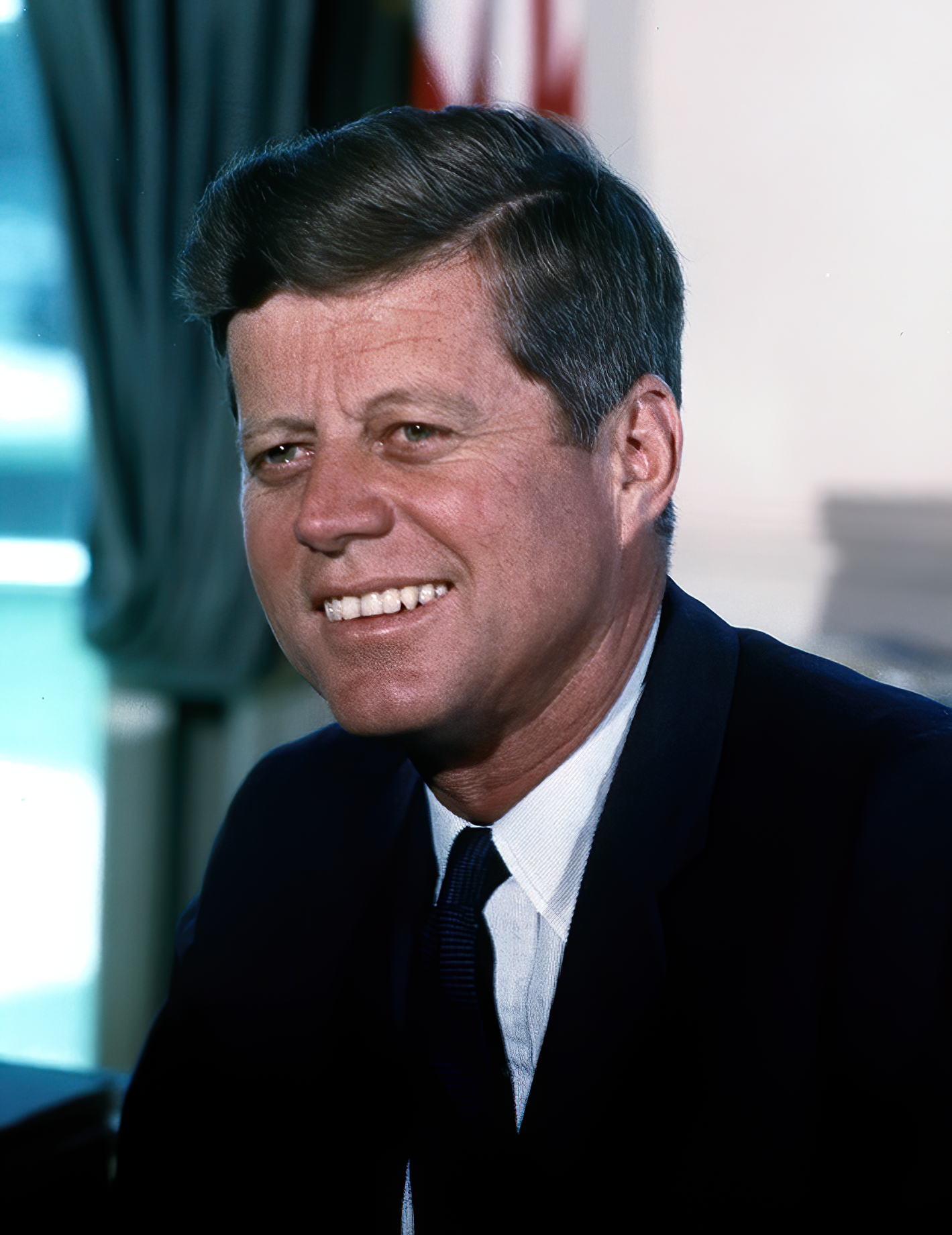
John F. Kennedy,
overleden in 1963

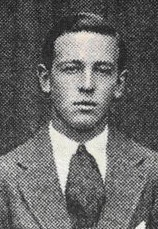
C.S. Lewis,
overleden in 1963

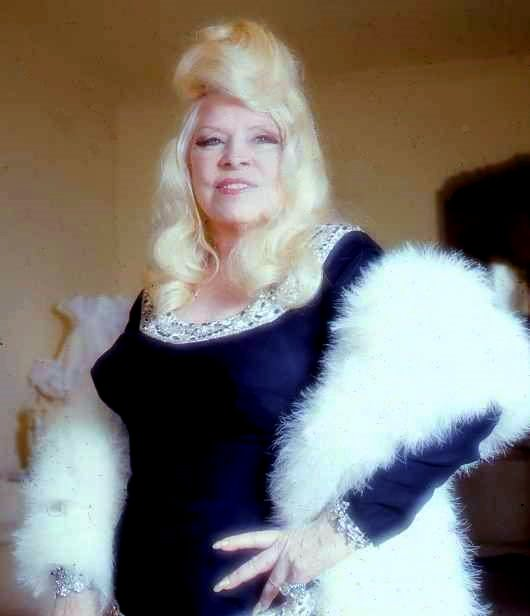
Mae West
overleden in 1980

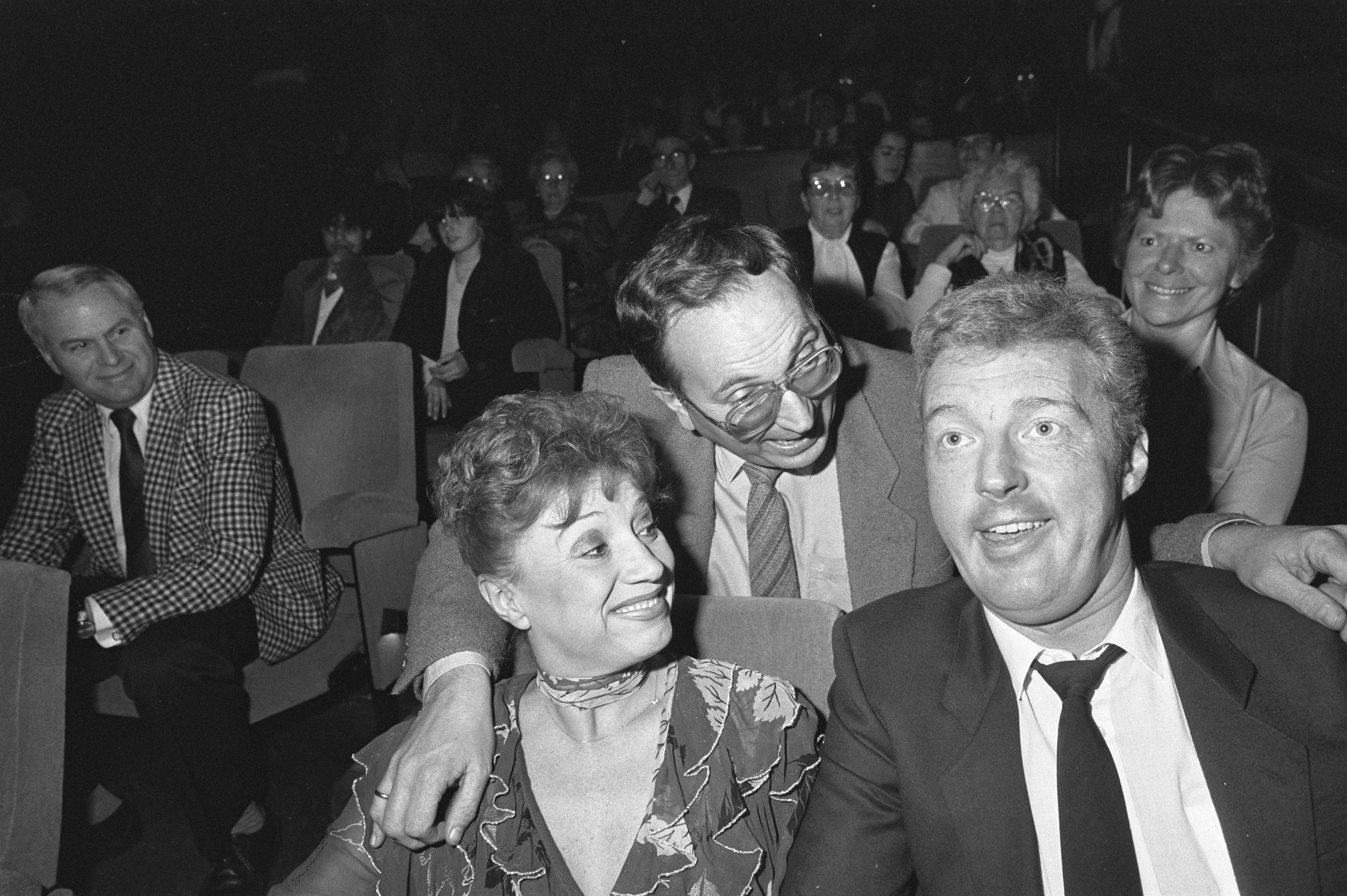
Corrie van Gorp naast André van Duin
overleden in 2020

- 1718 - Zwartbaard (werkelijke naam: Edward Teach) (38), Engels piraat
- 1740 - Georg Gsell (67), Zwitsers barokschilder, kunstadviseur en kunsthandelaar
- 1803 - Bernardus Bosch (57), Nederlands schrijver en politicus
- 1813 - Johann Christian Reil (54), Duits anatoom en psychiater
- 1848 - Willem van Westreenen van Tiellandt (65), stichter van Museum Meermanno-Westreenianum
- 1900 - Arthur Sullivan (58), Brits componist
- 1916 - Jack London (40), Amerikaans schrijver
- 1924 - Herman Heijermans (59), Nederlands schrijver
- 1937 - Len Hurst (65), Brits atleet
- 1941 - Kurt Koffka (55), Duits psycholoog
- 1944 - Arthur Eddington (61), Brits astronoom
- 1959 - Jiver Hutchinson (53), Jamaicaans jazztrompettist en bandleider
- 1959 - Molla Bjurstedt-Mallory (75), Noors-Amerikaans tennisspeelster
- 1959 - Eggert Reeder (65), Duits militair en bestuurder
- 1963 - Aldous Huxley (69), Engels/Amerikaans schrijver, essayist en dichter
- 1963 - John F. Kennedy (46), 35ste president van de Verenigde Staten
- 1963 - C.S. Lewis (64), Engels schrijver
- 1970 - Casimiro de Oliveira (63), Portugees autocoureur
- 1979 - Anne Vondeling (63), Nederlands politicus
- 1980 - Mae West (87), Amerikaans actrice
- 1982 - Jacques den Haan (74), Nederlands schrijver
- 1986 - Alfred Bertrand (73), Belgisch politicus
- 1986 - Daan van Dijk (79), Nederlands wielrenner
- 1986 - Dirk Janssen (105), Nederlands gymnast
- 1990 - Gustav Fischer (75), Zwitsers ruiter
- 1993 - Anthony Burgess (76), Brits schrijver
- 1993 - Tatjana Nikolajeva (69), Russisch pianiste, componiste en muziekdocente
- 1994 - Charles Upham (86), Nieuw-Zeelands militair
- 1996 - Willy Derboven (57), Belgisch wielrenner
- 1997 - Michael Hutchence (37), Australisch zanger
- 1998 - Vladimir Demichov (82), (Sovjet-)Russisch wetenschapper en pionier op het gebied van orgaantransplantatie
- 2000 - Emil Zátopek (78), Tsjecho-Slowaaks atleet
- 2005 - Madani Bouhouche (53), Belgisch crimineel
- 2007 - Maurice Béjart (80), Frans choreograaf
- 2007 - Vladimir Kazantsev (84), (Sovjet-)Russisch atleet
- 2008 - Mario Fernando Hernández (41), Hondurees politicus
- 2008 - Godfried van den Heuvel (71), Nederlands politicus
- 2008 - Ibrahim Nasir (82), president van de Malediven
- 2009 - Bram Brinkman (94), Nederlands politicus
- 2011 - Svetlana Alliloejeva (85), Russisch/Amerikaans schrijfster, dochter van Jozef Stalin
- 2011 - Elisabeth van Luxemburg (88), Luxemburgs prinses
- 2011 - Lynn Margulis (73), Amerikaans biologe
- 2011 - Danielle Mitterrand (87), Frans schrijfster en presidentsvrouw
- 2011 - Alberto Reynoso (71), Filipijns basketballer
- 2011 - Paul Motian (80), Amerikaans jazzdrummer
- 2012 - Ding Guangxun (97), Chinees politicus en geestelijke
- 2013 - Georges Lautner (87), Frans filmregisseur en scenarioschrijver
- 2014 - Fiorenzo Angelini (98), Italiaans kardinaal
- 2014 - Horst Fügner (91), (Oost-)Duits motorcoureur
- 2015 - Sipke van der Land (78), Nederlands televisiepresentator
- 2015 - Kim Young-sam (87), Zuid-Koreaans politicus
- 2016 - Servaes Huys (76), Nederlands politicus
- 2017 - Dmitri Chvorostovski (55), Russisch operazanger
- 2017 - Cees Kornelis (71), Nederlands voetballer
- 2017 - Stefan Radt (90), Nederlands-Duits classicus, hoogleraar en professor
- 2019 - Gaston Durnez (91), Belgisch dichter, prozaschrijver en journalist
- 2020 - Corrie van Gorp (78), Nederlands actrice en zangeres
- 2021 - Volker Lechtenbrink (77), Duits acteur, regisseur en schlagerzanger
- 2022 - Hans Devroe (83), Belgisch schrijver
- 2022 - Roberto Maroni (67), Italiaans politicus
- 2022 - Pablo Milanés (79), Cubaans zanger en dichter
- 2022 - Hannemieke Stamperius (79), Nederlands auteur en feministe
- 2023 - Jean Knight (80), Amerikaans r&b- en soulzangeres
- 2023 - Emmanuel Le Roy Ladurie (94), Frans historicus
- 2023 - Rutger Stuffken (76), Nederlands roeier
- 2023 - Herbert Weiz (99), Duits politicus
- 2024 - Kenny Aird (77), Schots voetballer

## Viering/herdenking

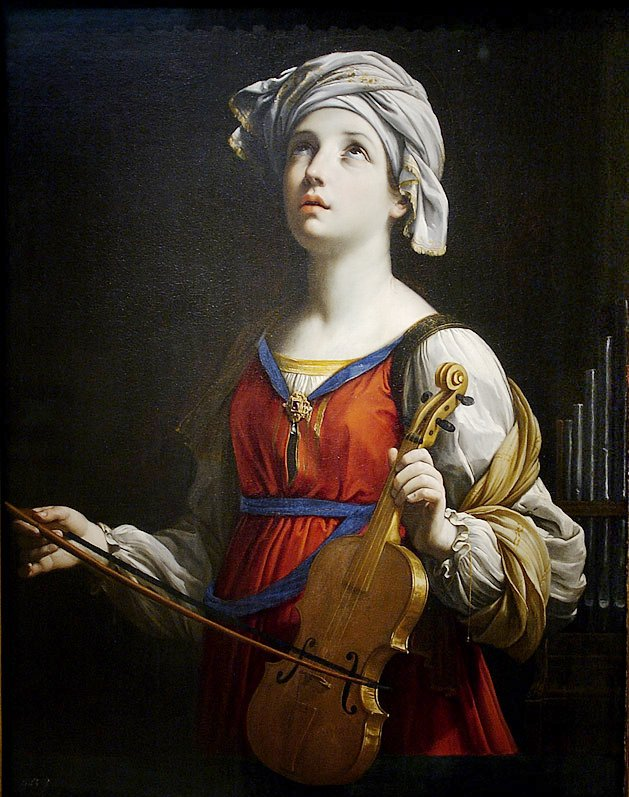
H. Cecilia van Rome

- Libanese Onafhankelijkheidsdag (van Frankrijk in 1943)
- Van 2005 t/m 2011: herdenking Oranjerevolutie, Oekraïne
- Rooms-katholieke kalender:
  - Heilige Cecilia van Rome († 230), Patrones van de zangers en de muzikanten - Gedachtenis
  - Heilige Filemon († c. 70)
  - Heilige Martelaren van Armenië († 1895)
  - Zalige Salvatore Lilli († 1895)
  - Martelaren van Engeland, Schotland en Wales, o.a. Zalige Arthur Bell († 1643)
  - Heilige Christianus van Auxerre († c. 873)
- Oosters-orthodoxe kalender:
  - Heilige Jaropolk Izjaslavitsj († 1086)
  - Heilige Filemon († c. 70)

## Weerextremen

### Nederland
| | Officiële records | Officiële records | Officiële records |      | Landelijke records | Landelijke records | Landelijke records                                    |
| Gebeurtenis | Jaar              | Extreem           | Locatie           | Jaar | Extreem            | Locatie            |                                                       |
| --- | ----------------- | ----------------- | ----------------- | ---- | ------------------ | ------------------ | ----------------------------------------------------- |
| Laagste etmaalgemiddelde temperatuur (°C) | 1993              | −5,9              | De Bilt           |      | 1993               | −7,0               | Soesterberg                                           |
| Hoogste etmaalgemiddelde temperatuur (°C) | 1947              | 12,9              | De Bilt           |      | 1947               | 14,2               | Vlissingen                                            |
| Laagste minimumtemperatuur (°C) | 1902              | −9,9              | De Bilt           |      | 1965               | −13,1              | Eelde                                                 |
| Hoogste minimumtemperatuur (°C) | 1947              | 12,5              | De Bilt           |      | 1947               | 13,2               | Vlissingen                                            |
| Laagste maximumtemperatuur (°C) | 1993              | −2,4              | De Bilt           |      | 1927               | −4,0               | Eelde                                                 |
| Hoogste maximumtemperatuur (°C) | 1984              | 14,6              | De Bilt           |      | 1929               | 17,9               | Maastricht                                            |
| Hoogste uurgemiddelde windsnelheid (m/s) | 1946              | 14,4              | De Bilt           |      | 1971               | 23,1               | De Kooy                                               |
| Hoogste windstoot (m/s) | 1984              | 22,6              | De Bilt           |      | 1971               | 36,0               | De Kooy                                               |
| Langste zonneschijnduur (uur) | 1998, 2021        | 7,5               | De Bilt           |      | 1998 2021          | 7,7                | Arcen, Gilze-Rijen, Hupsel, Maastricht Wilhelminadorp |
| Langste neerslagduur (uur) | 1984              | 15,1              | De Bilt           |      | 1999               | 18,2               | Twenthe                                               |
| Hoogste etmaalsom van de neerslag (mm) | 1951, 1984        | 17,9              | De Bilt           |      | 1984               | 29,4               | Leeuwarden                                            |
| Laagste etmaalgemiddelde relatieve vochtigheid (%) | 1956              | 65                | De Bilt           |      | 1929               | 56                 | Maastricht                                            |
| Laagste uurwaarde luchtdruk op zeeniveau (hPa) | 1984              | 982,6             | De Bilt           |      | 1984               | 977,6              | Leeuwarden                                            |
| Hoogste uurwaarde luchtdruk op zeeniveau (hPa) | 1967              | 1041,3            | De Bilt           |      | 1967               | 1041,6             | Deelen, Volkel                                        |
| Officiële records worden altijd gemeten op het KNMI-weerstation in De Bilt. Landelijke records kunnen worden gemeten op elk officieel KNMI-weerstation in Nederland. |                   |                   |                   |      |                    |                    |                                                       |

Uitzonderlijke gebeurtenissen
- 1941 - Laatste landelijke zachte dag van het jaar gemeten in Maastricht (maximumtemperatuur ≥ 15 °C op een officieel weerstation)
- 2009 - Laatste landelijke zachte dag van het jaar gemeten in Westdorpe en Woensdrecht (maximumtemperatuur ≥ 15 °C op een officieel weerstation)
- 2023 - Officieel hoogste uurwaarde luchtdruk op zeeniveau in hPa van november dit jaar gemeten in De Bilt: 1030,9 (voorlopig)
- 2023 - Landelijk hoogste uurwaarde luchtdruk op zeeniveau in hPa van november dit jaar gemeten in Gilze-Rijen en Westdorpe: 1031,4 (voorlopig)

### België
Dagrecords
- 1858 - Laagste etmaalgemiddelde temperatuur −3,9 °C
- 1947 - Hoogste etmaalgemiddelde temperatuur 14,1 °C
- 1902 - Laagste minimumtemperatuur −7 °C
- 1984 - Hoogste maximumtemperatuur 16,2 °C
- 1890 - Hoogste etmaalsom van de neerslag 22,1 mm

Uitzonderlijke gebeurtenissen
- 1930 - Storm veroorzaakt dijkdoorbraken waardoor er overstromingen ontstaan in verschillende dorpen in de streek rond Dendermonde en Sint-Niklaas.
- 1988 - Minimumtemperatuur −15,3 °C in Elsenborn (Bütgenbach).

<< · 1 · 2 · 3 · 4 · 5 · 6 · 7 · 8 · 9 · 10 · 11 · 12 · 13 · 14 · 15 · 16 · 17 · 18 · 19 · 20 · 21 · 22 · 23 · 24 · 25 · 26 · 27 · 28 · 29 · 30 · >>